# Neinar Seli
Neinar Seli (Tartu, 1959. december 7.) észt sportoló, üzletember, nagyvállalkozó, politikus és közéleti személyiség. 1999–2003 között a Riigikogu képviselője, 2012–2016 között az Észt Olimpiai Bizottság elnöke volt.

## Életrajza

### Tanulmányai
1966–1977 között a tartui 5. középiskolába járt (napjainkban Tamme Gimnázium). 1977–1981 között a Tartui Állami Egyetemen (napjainkban Tartui Egyetem) testnevelés szakon tanult, ahol cum laude minősítéssel szerzett diplomát. 1983-tól 1987-ig a Tartui Állami Egyetem Sportfiziológiai Tanszékén folytatott posztgraduális tanulmányokat, ahol 1990-ben a biológiai tudományok kandidátusa lett.

### Sportkarrierje
Kalapácsvetőként 1977–1980 között észt ifjúsági és junior bajnok volt. A felnőtt mezőnyben 1983-ban, 1997-ben, 1998-ban és 1999-ben bajnoki 3. helyezést ért el.
2004-ben a senior korosztályban lett világbajnok.
Egyéni rekordja kalapácsvetésben 69,62 m (1983-ban), súlylökésben  15,07 m (1984-ben).

## Magánélete
Felesége Kersti Seli (sz. 1965. november 15.). Három gyermekük van: Silje Märtson, Kristo Seli és Kätriin Seli. Mindegyik gyermeke a tulajdonában álló Estiko cégnél dolgozik.

## Elismerései
- Fehér Csillag érdemrend 3. osztálya (2016)
- Tartu díszpolgára (2021]